# Kommission für Wachstum, Strukturwandel und Beschäftigung
Die Kommission für Wachstum, Strukturwandel und Beschäftigung (oft nur Kohlekommission genannt) wurde am 6. Juni 2018 von der deutschen Bundesregierung eingesetzt. Die Kommission soll Empfehlungen für Maßnahmen zur sozialen und strukturpolitischen Entwicklung der Braunkohleregionen sowie zu ihrer finanziellen Absicherung erarbeiten. Im Rahmen der Klimakrise soll somit ein Vorschlag für den Kohleausstieg erarbeitet werden, der Klimaschutz, Wirtschaftswachstum und Arbeitsplatzschutz berücksichtigt.
Die Kommission legte im Januar 2019 ihren Abschlussbericht vor, in dem sie sich für ein Ende der Kohleverstromung bis 2038 aussprach und ihre Ergebnisse vorstellte.

## Hintergrund

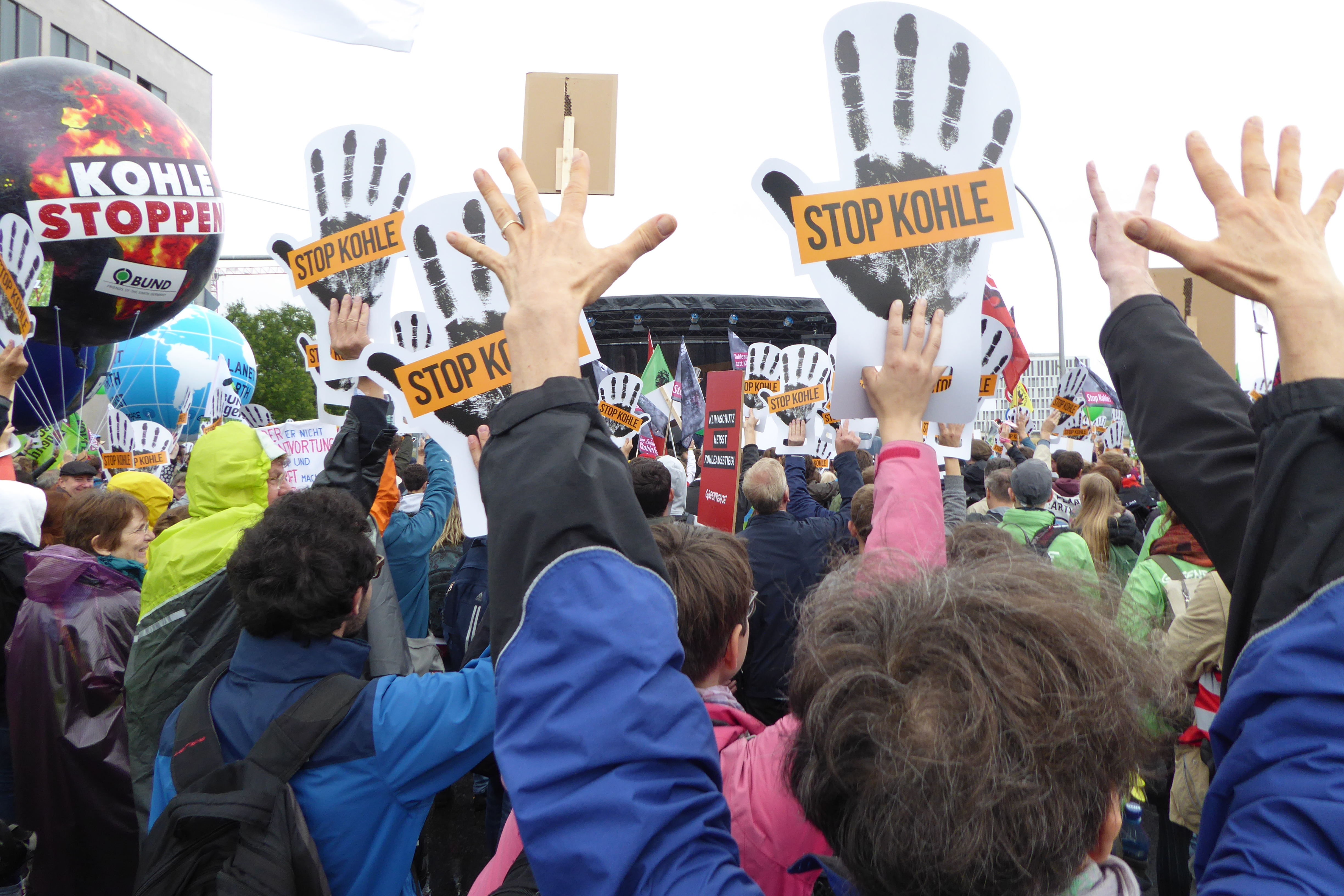
Demonstration der Anti-Kohlekraft-Bewegung unter dem Motto „Stopp Kohle!“ im Vorfeld der ersten Sitzung der Kohlekommission am 26. Juni 2018

Eine Kommission zur Gestaltung des Atomausstiegs wurde bereits in Deutschland unter dem Namen Ethikkommission für eine sichere Energieversorgung eingesetzt.
Im „Impulspapier Strom 2030“ forderte das Bundesministerium für Wirtschaft und Energie (BMWi) im September 2016 „einen Dialog darüber, wie wir die über 2020 hinausgehenden Klimaziele im Stromsektor erreichen können“.
Erstmals wurde das Gremium unter dem Namen Kommission für Wachstum, Strukturwandel und Regionalentwicklung im Klimaschutzplan 2050 erwähnt, der am 11. November 2016 beschlossen wurde. Der Klimaschutzplan sah vor, ein Gremium einzusetzen, das „zur Unterstützung des Strukturwandels einen Instrumentenmix entwickelt, der wirtschaftliche Entwicklung, Strukturwandel, Sozialverträglichkeit und Klimaschutz zusammenbringt“. Das Gremium sollte Anfang 2018 seine Arbeit aufnehmen und möglichst bis zum Ende desselben Jahres Ergebnisse vorlegen.
Der Sachverständigenrat für Umweltfragen der Bundesregierung schrieb: „Nach Auffassung des SRU wird eine Kommission zum Ausstieg aus der Kohleverstromung nur erfolgreich sein, wenn sie auf Basis eines klaren politischen Mandats handelt und der Arbeitsauftrag seitens der Politik eindeutig festgelegt ist. Die Kommission kann dazu beitragen, die vielen offenen Fragen des Kohleausstiegs möglichst im Konsens zu klären. Dabei geht es nicht nur um betriebswirtschaftliche Belange der betroffenen Unternehmen, den Erhalt von Arbeitsplätzen und strukturpolitische Gestaltungsmöglichkeiten, sondern auch um die Gewährleistung von Klima und Umweltschutz. […] Mit Blick auf den Handlungsdruck, die Klimaschutzziele und das verbleibende CO2-Emissionsbudget ist es aus Sicht des SRU erforderlich, in der jetzt beginnenden Legislatur nicht nur einen Beschluss zum Ausstieg aus der Kohleverstromung zu fassen, sondern auch einen verbindlichen Ausstiegspfad zu vereinbaren. Die Bundesregierung sollte daher vorab verbindlich festlegen, welchen Beitrag zum Klimaschutz der Kohlesektor leisten soll, das heißt welches verbleibende CO2-Emissionsbudget der Kohleverstromung zugesprochen wird. Dabei ergibt sich der notwendige Beitrag der Kohleverstromung zur Energiewende aus dem Kontext einer Gesamtstrategie für den langfristigen Klimaschutz. Diese Entscheidung geht notwendigerweise über die Zuständigkeit einer solchen Kohlekommission hinaus. Die Vorgabe entlastet die Beteiligten von der Frage des „Ob“ und schärft den Fokus auf die Frage „Wie“ ein Kohleausstieg erfolgen kann.“
Im Koalitionsvertrag von 2018 wird die Kommission ebenfalls erwähnt. Die Bundesregierung kündigte an: Einrichtung einer Kommission für Aktionsprogramm zur Erreichung des 40-Prozent-Ziels, zur Reduzierung der Kohleverstromung und zur Absicherung des notwendigen Strukturwandels.

## Geschichte
Am 6. Juni 2018 nahm die Kommission ihre Arbeit auf. Die Arbeit der Kommission war von ihrem Beginn an von den gegensätzlichen Vorstellungen ihrer Mitglieder geprägt. Eine Zeitlang konnte sich die Kommission nicht auf eine gemeinsame Datengrundlage für ihre Arbeit verständigen.

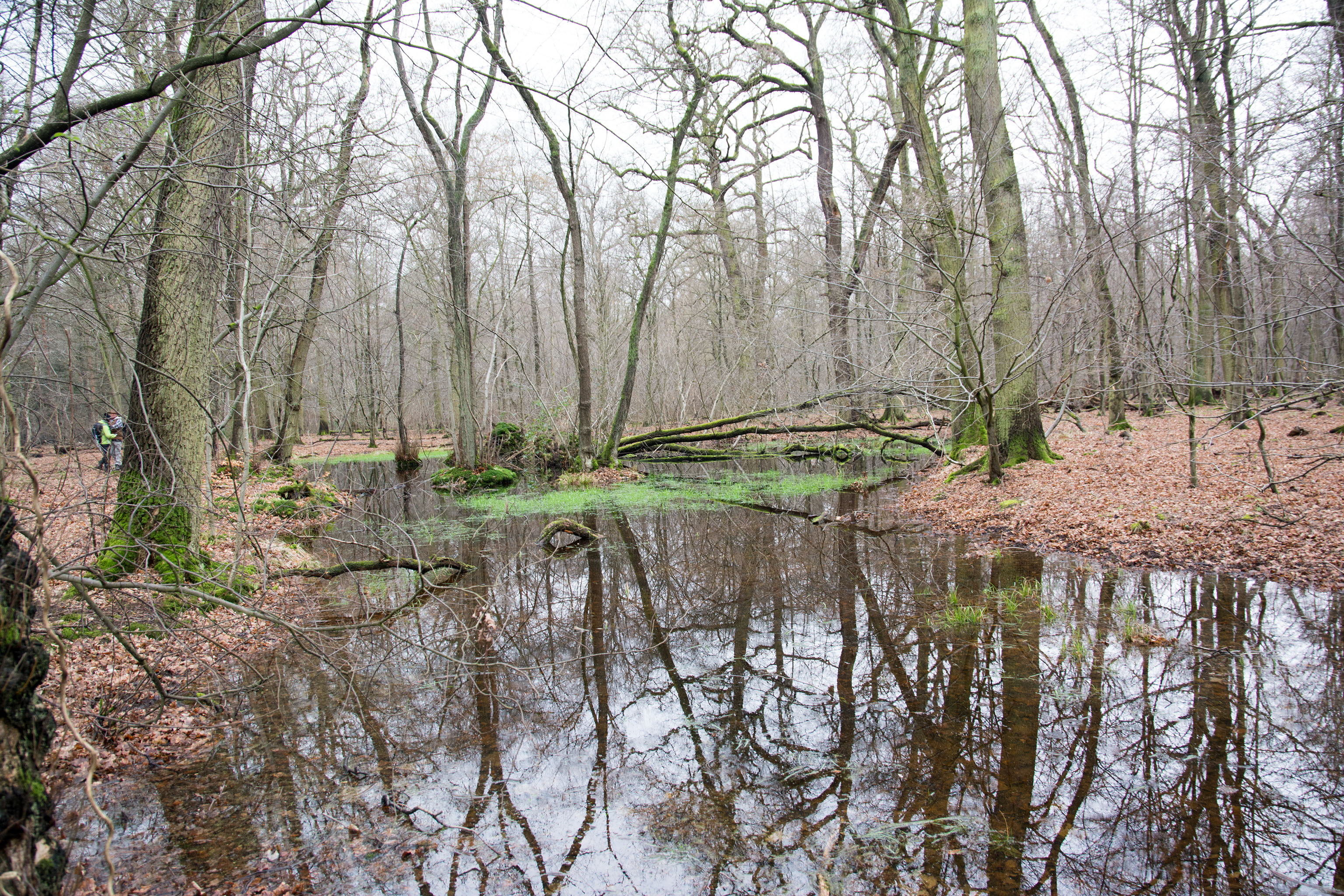
Die Proteste gegen die Braunkohleförderung fokussierten sich 2018 auf den Konflikt um den Hambacher Forst

Während die Kommission versuchte, ihre Arbeit aufzunehmen, kündigte RWE für September 2018 die Rodung des verbliebenen Waldes im Hambacher Forst für ihren Tagebau Hambach an. 16 Umweltverbände und Bürgerinitiativen forderten daraufhin, dass bis zu einem Ergebnis der Kohlekommission alle Arbeiten, Pläne und Genehmigungen rund um einen neuen Braunkohleabbau auf Eis gelegt werden. Der Geschäftsleiter des NRW-Landesverbands des Bundes für Umwelt und Naturschutz (BUND) sagte: „Kommt es zu Rodungen, wäre das für uns ein zentraler Konfliktfall, der unsere Mitarbeit in der Kohlekommission infrage stellen würde“. Die RWE AG behauptete in Schreiben, die an die Kohlekommission, an Ministerien und Presse gingen, dass die Rodung des umstrittenen Hambacher Forstes jetzt notwendig sei, damit die Kraftwerke in der nahen Zukunft weiterbetrieben werden können. Nach Recherchen der Deutschen Welle entsprach diese Aussage jedoch nicht der Wahrheit, da ohne Rodung auch drei weitere Jahre Kohle gefördert werden könne.
Zunächst wollte die Kohlekommission den Streit um den Hambacher Forst nicht in ihrer Arbeit thematisieren. Nach dennoch längerer Diskussion erklärte Ronald Pofalla, einer der vier Vorsitzenden, den Streitpunkt für ausgeräumt, da eine Mehrheit keinen Zusammenhang zwischen geplanten Rodungen und dem Auftrag der Kommission sehe. Nach öffentlichen Aktionen von RWE-Beschäftigten und Umweltschützern forderte jedoch Bundesumweltministerin Svenja Schulze (SPD), selbst Mitglied der Bergbaugewerkschaft IG BCE, deren Chef Michael Vassiliadis – ein Mitglied der Kommission – auf, die Frage um den Hambacher Wald mit in den Prozess der Kohlekommission aufzunehmen.
Im Oktober 2018 trafen sich rund 80 Mitglieder der Bergbau-Gewerkschaft IG BCE und Mitarbeiter der RWE AG mit Trillerpfeifen, Trommeln und Warnwesten vor dem Privathaus des Kommissionsmitglieds Antje Grothus, in dem sie mit ihrer Familie lebt. Die Demonstranten zündeten Böller und skandierten „Grothus raus“. Ein Mann trat auf das Grundstück und schlug mit der flachen Hand gegen das Küchenfenster. Der Betriebsratsvorsitzende der RWE Power AG Köln, Walter Butterweck, war vor Ort und nannte die Versammlung „eine Ortsbegehung“. Die Polizei Aachen erklärte gegenüber Frau Grothus, die sich bedroht fühlte: „Ja, natürlich lassen wir das zu. Das ist ja eine öffentliche Straße, wir können nicht jedes beliebige Wohnhaus schützen.“
Laut Kabinettbeschluss sollte die Kommission ihren Abschlussbericht im Dezember 2018 der Bundesregierung übergeben. Die Frist wurde Ende November auf Anfang Februar des Folgejahres verlängert.

## Mitglieder
Der Kommission gehörten 28 stimmberechtigte Mitglieder an:
Vorsitzende
- Matthias Platzeck (SPD), ehemaliger Ministerpräsident von Brandenburg
- Ronald Pofalla (CDU), Vorstandsmitglied der Deutsche Bahn AG
- Barbara Praetorius, Volkswirtin, Politikwissenschaftlerin und frühere Vizedirektorin der ökologischen Denkfabrik Agora Energiewende
- Stanislaw Tillich (CDU), ehemaliger Ministerpräsident von Sachsen

Stimmberechtigte Mitglieder
- Jutta Allmendinger, SPD-Mitglied, Präsidentin des Wissenschaftszentrums Berlin für Sozialforschung
- Antje Grothus, Bürgerinitiative Buirer für Buir und Koordinatorin Kohlepolitik NRW bei der Klima-Allianz Deutschland
- Gerda Hasselfeldt, CSU-Mitglied, Präsidentin des Deutschen Roten Kreuzes (DRK) e. V.
- Christine Herntier, parteilos, Bürgermeisterin von Spremberg, Sprecherin für die Brandenburger Kommunen der Lausitzrunde
- Martin Kaiser, Geschäftsführer Kampagnen bei Greenpeace Deutschland e. V.
- Steffen Kampeter, CDU-Mitglied, Hauptgeschäftsführer der Bundesvereinigung der Deutschen Arbeitgeberverbände (BDA)
- Stefan Kapferer, FDP-Mitglied, Vorsitzender der Hauptgeschäftsführung des Bundesverbandes der Energie und Wasserwirtschaft (BDEW) e. V.
- Dieter Kempf, Präsident des Bundesverbandes der Deutschen Industrie (BDI) e. V.
- Stefan Körzell, SPD-Mitglied, Mitglied im geschäftsführenden Bundesvorstand des Deutschen Gewerkschaftsbundes (DGB)
- Michael Kreuzberg, CDU-Mitglied, Landrat des Rhein-Erft-Kreises
- Felix Matthes, Forschungskoordinator Energie und Klimapolitik des Ökoinstituts e. V.
- Claudia Nemat, Mitglied des Vorstands der Deutschen Telekom AG
- Kai Niebert, Leiter des Lehrstuhls Didaktik der Naturwissenschaften und der Nachhaltigkeitsforscher an der Universität Zürich sowie Gastprofessor an der Fakultät Nachhaltigkeit der Leuphana Universität Lüneburg
- Annekatrin Niebuhr, Professorin für Arbeitsmarkt- und Regionalforschung an der Christian-Albrechts-Universität zu Kiel und wissenschaftliche Mitarbeiterin im IAB Nord
- Reiner Priggen, Mitglied von Bündnis 90/Die Grünen, Vorstandsvorsitzender des Landesverbandes Erneuerbare Energien NRW e. V.
- Katherina Reiche, CDU-Mitglied, Hauptgeschäftsführerin des Verbandes kommunaler Unternehmen (VKU) e. V.
- Gunda Röstel, Mitglied von Bündnis 90/Die Grünen, Geschäftsführerin der Stadtentwässerung Dresden GmbH und Prokuristin der Gelsenwasser AG
- Andreas Scheidt, SPD-Mitglied, Mitglied im Bundesvorstand der Gewerkschaft ver.di
- Hans Joachim Schellnhuber, ehemaliger Direktor des Potsdam-Instituts für Klimafolgenforschung (PIK)
- Eric Schweitzer, Präsident des Deutschen Industrie- und Handelskammertages (DIHK)
- Michael Vassiliadis, SPD-Mitglied, Vorsitzender der Industriegewerkschaft Bergbau, Chemie, Energie (IGBCE)
- Ralf B. Wehrspohn, Leiter des Fraunhofer-Instituts für Mikrostruktur von Werkstoffen und Systemen (IMWS)
- Hubert Weiger, Vorsitzender des Bunds für Umwelt und Naturschutz Deutschland (BUND) e. V.
- Hannelore Wodtke, Vorsitzende der Wählergruppe „Grüne Zukunft Welzow“

Mitglieder des Deutschen Bundestages, die als Personen mit Rede-, aber ohne Stimmrecht an den Sitzungen der Kommission teilnehmen
- Andreas G. Lämmel (CDU), MdB
- Andreas Lenz (CSU), MdB
- Matthias Miersch (SPD), MdB

## Ergebnisse
Der am 26. Januar 2019 vorgelegte Abschlussbericht der Kommission empfiehlt der Bundesregierung u. a. folgende Punkte umzusetzen:
- Bis 2022 sollen Braunkohlekraftwerke mit einer Kapazität von drei Gigawatt sowie vier Gigawatt Steinkohlekraftwerke stillgelegt werden.
- Bis 2030 sollen weitere sechs Gigawatt Braunkohle und sieben Gigawatt Steinkohle vom Netz.
- Die letzte Anlage soll 2038 abgeschaltet werden. Es gibt zudem die Option, dies auf 2035 vorzuverlegen.
- Die vom Kohleausstieg betroffenen Regionen sollen in den kommenden 20 Jahren 40 Milliarden Euro an Strukturhilfen bekommen.
- Die Energiekonzerne sollen ab Anfang der Zwanzigerjahre für das vorzeitige Abschalten der Kraftwerke entschädigt werden.
- Einen Stopp der Rodungen im Hambacher Forst hält die Kommission für „wünschenswert“, spricht sich aber nicht explizit für den Erhalt des Waldes aus.
- Möglichst keine neuen Kohlekraftwerke und Tagebaue in Betrieb nehmen[17]

Dem Abschlussbericht haben 27 der 28 stimmberechtigten Kommissionsmitglieder zugestimmt. Abgelehnt wurde er von Hannelore Wodtke von der Gruppe der Lausitzer Tagebaubetroffenen, weil der Abschlussbericht das Dorf Proschim nicht vor der Devastierung schütze.
Die Kommissionsmitglieder Martin Kaiser, Kai Niebert, Hubert Weiger und Antje Grothus haben dem Abschlussbericht zwar zugestimmt „um den klimapolitischen Stillstand Deutschlands der letzten Jahre zu durchbrechen“, aber sie haben ein Sondervotum dazu abgegeben, da der Beschluss nicht mit dem Pariser Klimaabkommen vereinbar sei. Weder das Ausstiegsdatum 2038 noch der unkonkrete Pfad von 2023 bis 2030 seien ausreichend, um einen angemessenen Beitrag des Energiesektors zum Klimaschutz zu leisten.
Der Abschlussbericht wurde am 31. Januar 2019 an Bundeskanzlerin Angela Merkel übergeben. Merkel kündigte an, dass die Bundesregierung bis Mai 2019 ein Maßnahmengesetz zur Umsetzung der Ergebnisse auf den Weg bringen werde.

### Rezeption
Die Ergebnisse der Kohlekommission wurden vielfach gelobt, insbesondere von Gewerkschafts- und Industrievertretern, lösten jedoch insbesondere unter Klimawissenschaftlern Kritik aus. Der Klimaforscher Hans Joachim Schellnhuber, selbst Mitglied der Kommission, kritisierte die Ergebnisse als unzureichend, unterstützte jedoch auch ihre Umsetzung: „Wenn ich mir als Wissenschaftler den Umwelt-Effekt anschaue, der durch diesen Kompromiss herauskommt, dann ist das sicher nicht ausreichend.“ Auch der Energie- und Klimaforscher Manfred Fischedick stellte fest: „Im Sinne des Pariser Klimaabkommens hätte man höhere Ziele stecken müssen.“ Die Klimaforscherin Brigitte Knopf äußerte sich ähnlich: „Wenn man die Messlatte von nur 1,5 Grad Temperaturanstieg anlegt, ist die Strategie der Kohlekommission nicht paris-kompatibel.“ Hubert Weiger, Vorsitzender des Umweltverbandes BUND, wertete die Ergebnis als „Signal des Aufbruchs, dass wir endlich ernst machen mit einem engagierten Einstieg in den Ausstieg aus der Kohle“, zeigte sich zugleich aber unzufrieden mit dem späten endgültigen Ausstiegsdatum. Die schwedische Klimaaktivistin Greta Thunberg kritisierte: „Deutschland will bis 2038 Kohle verbrennen. Das ist absolut absurd.“ Paul Ziemiaks Antwort darauf erntete einen Shitstorm.

## Umsetzung der strukturpolitischen Empfehlungen

### Eckpunkte zur Umsetzung der strukturpolitischen Empfehlungen
Auf Grundlage des Abschlussberichts der Kommission erarbeiteten die Bundesregierung und die betroffenen Länder ein Gesamtkonzept zur Unterstützung der Kohleregionen. Dieses wurde am 22. Mai 2019 als „Eckpunkte zur Umsetzung der strukturpolitischen Empfehlungen der KWSB“ vom Bundeskabinett beschlossen.
Es enthält ein Sofortprogramm, welches kurzfristig wirken (d. h. ohne Gesetzesänderungen) und Projekte in den betroffenen Kohleregionen bis 2021 fördern soll. Außerdem enthält es den Entwurf eines Strukturstärkungsgesetzes für die Kohleregionen.

### Strukturstärkungsgesetz Kohleregionen
Am 28. August 2019 hat das Bundeskabinett das Strukturstärkungsgesetz Kohleregionen beschlossen, welches die im Mai beschlossenen Eckpunkte umsetzt. Die betroffenen Braunkohleregionen erhalten bis 2038 bis zu 14 Milliarden Euro für Investitionen um die Wirtschaft anzukurbeln. Zudem unterstützt der Bund die Regionen mit bis zu 26 Milliarden Euro durch weitere Maßnahmen in seiner eigenen Zuständigkeit beispielsweise der Ansiedlung von Bundeseinrichtungen oder der Erweiterung von Forschungs- und Förderprogrammen.
Im Juni 2021 einigten sich Bund und Länder auf die zu fördernden Maßnahmen.

### Kohleausstiegsgesetz 2038
Am 16. Januar 2020 wurde im Rahmen einer Bund-/Länder-Einigung zum Kohleausstieg die Grundlage für ein Kohleausstiegsgesetz, welches das Ende der Kohleverstromung bis 2038 regeln soll, gelegt. Dem vorausgegangen waren mehrere Gesetzesentwürfe für die Reduzierungen im Bereich der Steinkohle sowie monatelange Verhandlungen mit Braunkohlekonzernen, vor allem RWE und der LEAG. Die Grundlage der Einigung bildeten die Beschlüsse der Kommission für Wachstum, Strukturwandel und Beschäftigung, beschlossen wurden unter anderem der Erhalt des Hambacher Forst, ein geordneter Stilllegungspfad bis 2038, der eine Stilllegung von circa 2,8 Gigawatt bis Ende 2022 sowie eine weitere Stilllegung von 5,7 Gigawatt Kraftwerksleistung bis Ende 2029 enthält, sowie die Überprüfung der nach 2030 vorgesehenen Stilllegungen an den Revisionszeitpunkten 2026 und 2029, um die Kohleverstromung wenn möglich schon 2035 zu beenden. Des Weiteren wurde der Inbetriebnahme von Datteln 4 zugestimmt, was harsche Kritik diverser Umweltverbände zur Folge hatte.
Das Kohleverstromungsbeendigungsgesetz ist am 14. August 2020 in Kraft getreten.

## Verflechtungen und Korruptionsverdacht
Einige Monate nach Veröffentlichung des Abschlussberichtes wechselte einer der Vorsitzenden der Kommission, der ehemalige sächsische Regierungschef Stanislaw Tillich in den Aufsichtsrat der Mitteldeutschen Braunkohlengesellschaft. Dies rief bei Anti-Korruptions-Organisationen, Umweltverbänden und Oppositionspolitikern Kritik wegen möglichen Interessenskonflikten hervor. Beispielsweise äußerte Norman Loeckel von der Organisation Transparency Deutschland, die Entscheidung zeuge von „mangelndem politischen Gespür und Anstand“ und forderte eine „Karenzzeit für ehemalige Regierungsmitglieder und Staatssekretäre mit einer ausreichend langen Abkühlphase“ um solche Interessenskonflikte zu vermeiden. Kritisiert wurde u. a., Tillich habe mit sich mit seinem Einsetzen als Kommissionschef für die Braunkohle seine spätere Karriere bei der Mibrag selbst geschaffen. Vonseiten von Umweltverbänden wurde gefragt, ob der Aufsichtsratsposten als Belohnung für seine Kommissionstätigkeit vergeben worden sei. Rechtlich ist der Vorgang legal, da es in Sachsen keine Karenzzeit für Wechsel von der Politik in die Wirtschaft gibt.